# Parco nazionale dell'arcipelago marino
Il parco nazionale dell'arcipelago marino (in finlandese: Saaristomeren kansallispuisto) è un parco nazionale della Finlandia, nella provincia della Finlandia occidentale. È stato istituito nel 1983 e occupa una superficie di 500 km².